# غنغرينا غازية
الغنغرينا الغازية (أو الغنغرينة الغازية)  أو الموات الغازي (تسمى أيضاً نخر عضلي بالكلوستريديات أو نخر عضلي بالمطثيات، أو نخر عضلي فحسب.) هي عدوى بكترية تنتج غازاً في الأنسجة الحيوية عند حدوث الغنغرينا (أو الموات).
تعد حالة الغنغرينا الغازية من حالات التضرر النخرية، والخاصة بالأنسجة العضلية. كانت إصابات الغنغرينا الغازية بسبب البكتريا الموجودة في التربة شائعة في إصابات الجنود حتى أوائل القرن العشرين، وذلك بسبب ضعف الرعاية الصحية قبل تلك الفترة.
يمكن أن تحدث الإصابة أيضاً بسبب تأثر بزعاف الثعابين من جنس الدساس Bothrops، ومن نقص التروية ومن الأورام التي تسد مجرى الدم، ومن حدوث تخثر منتثر داخل الأوعية، ومن حالات خثار أخرى.

## معرض صور

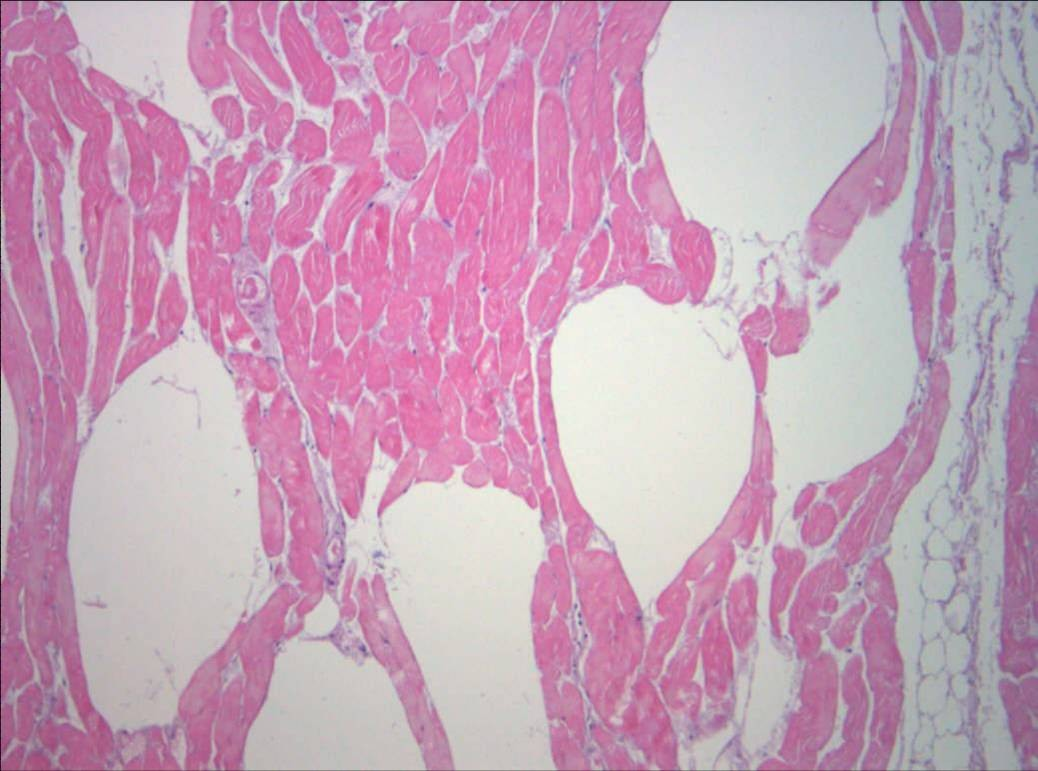
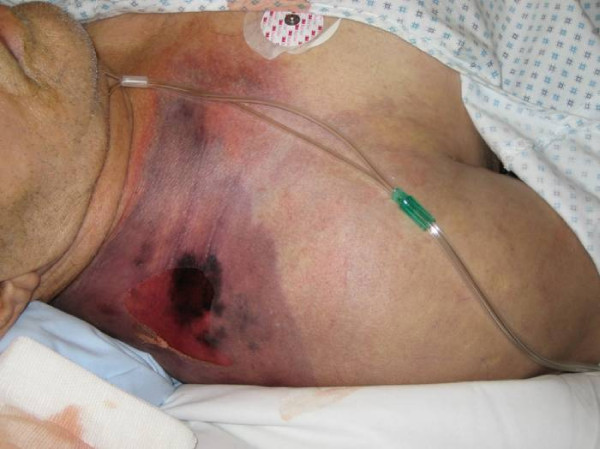
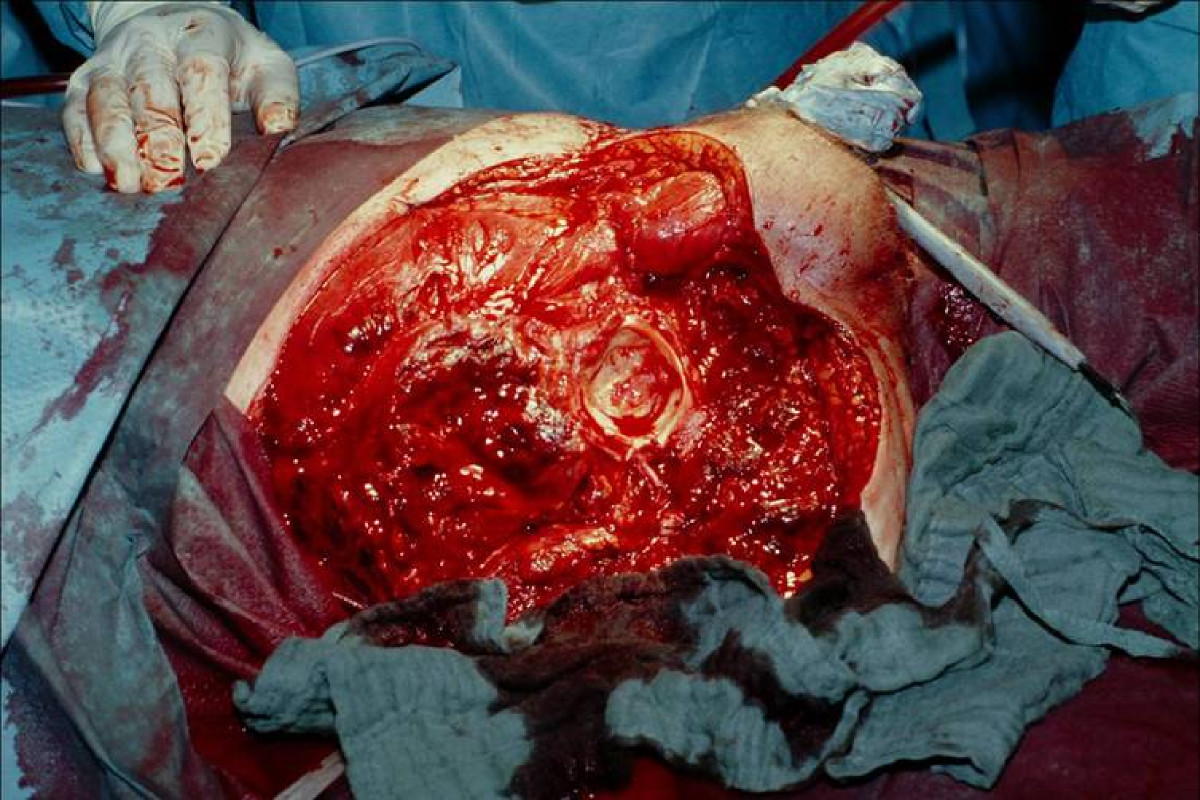
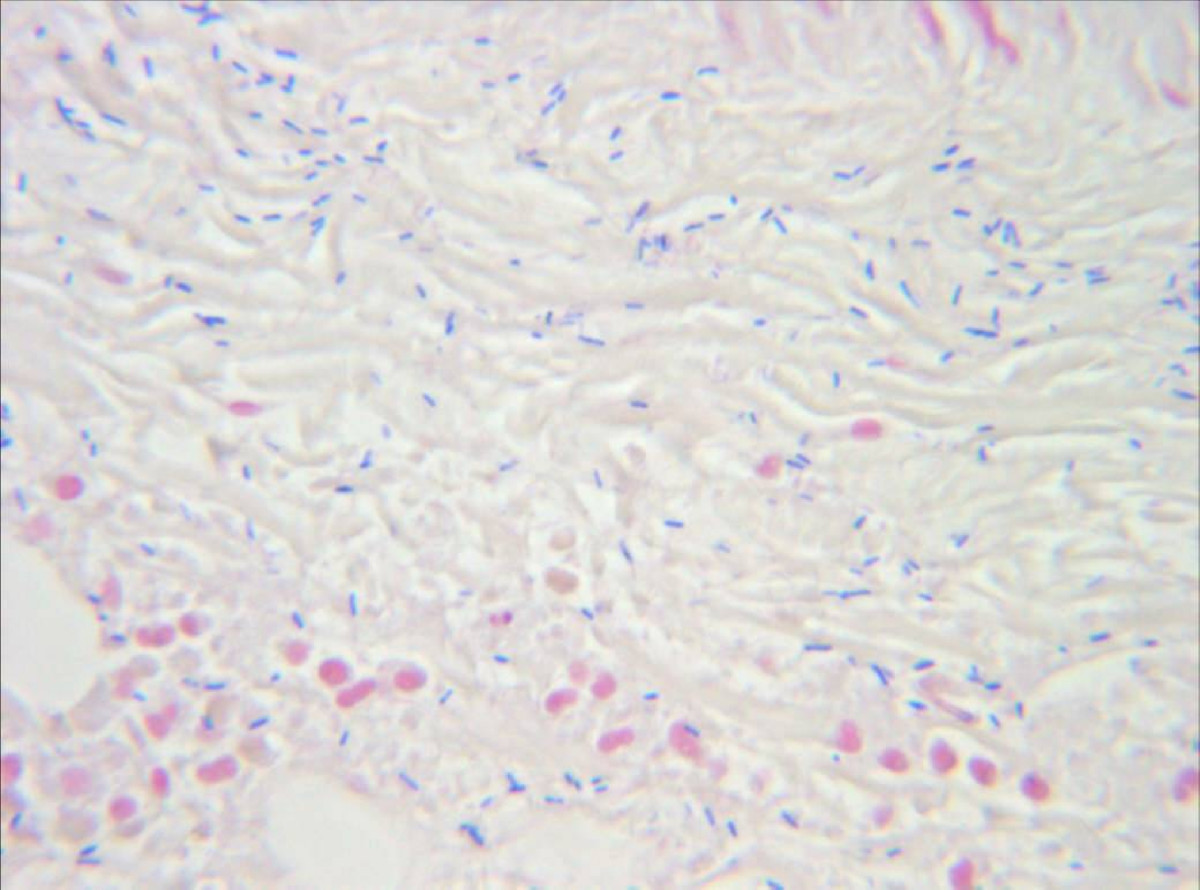

## اقرأ أيضاً
- غنغرينا.
- استئصال حوضي نصفي.